# Rodrigo Eduardo Costa Marinho
Rodrigo Eduardo Costa Marinho, meglio noto come Rodriguinho (Natal, 27 marzo 1988), è un ex calciatore brasiliano, di ruolo centrocampista.

## Carriera

### Club
La sua carriera da calciatore professionista inizia nel 2008 quando milita nell'ABC, club di Natal nonché sua città natale. Dopo due stagioni, esattamente nel 2010, si trasferisce al Bragantino dove, in un anno, diventa un punto fermo della squadra grazie alle sue doti e alle sue capacità. Queste doti vengono apprezzate molto dalla società di Belo Horizonte, l'América Mineiro, che nel 2011 lo acquista a titolo definitivo con un contratto di durata biennale. Compie il suo esordio stagionale con i Coelho il 22 maggio dello stesso anno grazie all'allora tecnico della squadra neroverde Mauro Fernandes.

## Palmarès

### Club

#### Competizioni statali
- Campionato Potiguar: 2

ABC: 2008, 2010
- Campionato paulista: 1

Corinthians: 2013
- Campionato Matogrossense: 2

Cuiabà: 2022, 2023

#### Competizioni internazionali
- Recopa Sudamericana: 1

Corinthians: 2013

### Individuale
- Capocannoniere del Campionato Matogrossense: 1

2022 (8 reti)